# Andrzej Stasiuk

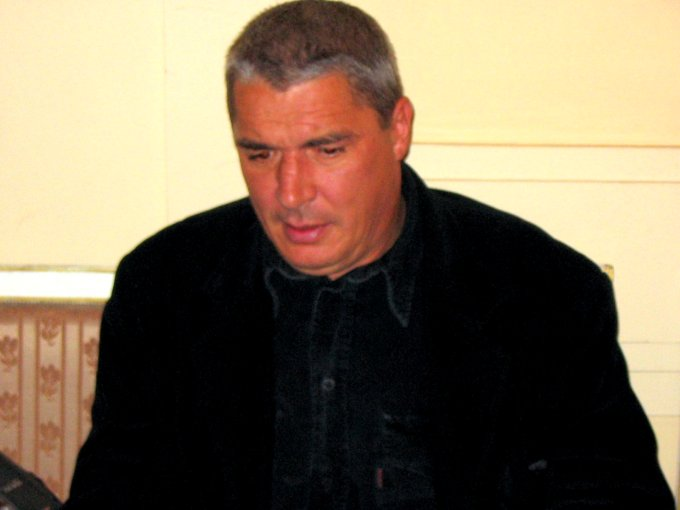
Andrzej Stasiuk

Andrzej Stasiuk (Varsó, 1960. szeptember 25.) lengyel író, költő, újságíró, esszéista. A kortárs lengyel irodalom egyik legnevesebb és legelismertebb képviselője, számos irodalmi díj birtokosa. Műveit több nyelvre is lefordították.

## Életpályája
A varsói születésű író mozgalmas ifjúkorra tekint vissza. A középiskolát nem fejezte be, mert elbocsátották. Miután dezertált a hadseregből, fél év börtönre ítélték. A 80-as évek elején részt vett a lengyelországi rendszerellenes mozgalomban és együttműködött más underground szerzőkkel.
Bár már egész fiatalon írni kezdett, első publikációi viszonylag későn jelentek meg. Eleinte folyóiratokban publikált, első kötetét pedig 1992-ben adta ki Mury Hebronu címmel. A kötet korábbi elbeszéléseinek gyűjteménye, melyek részben börtönélményei hatására íródtak.
Bár a fővárosban született, 1986 óta vidéken lakik a lengyel-szlovák határon, a városi nyüzsgést pedig jobb szereti elkerülni. Feleségével közösen megalapították a Czarne könyvkiadót, mely elsősorban a közép-európai régió irodalmából válogat. Ennél a kiadónál jelentek meg többek között a magyar származású író, Krzysztof Varga művei is, akivel együtt szívesen utazgat Kelet-Európa eldugott szegleteiben. Egy lánya van.

## Írói stílusa, témái
Elsősorban prózai műveiről ismert, de alkot drámában (pl. Czekając na Turka) és lírában is.
Ő maga írói példaképének Marek Hłaskót jelölte meg, de Stasiukot gyakran „a lengyel Jack Kerouac”-ként emlegetik, regényei főleg utazásokról szólnak, ezeken keresztül mutatja be az ő Közép-Európáját. Azonban a téma jelenleg legismertebb képviselője teljesen egyéni hangot üt meg a térség ábrázolásában. Először is nem szívesen használja a Közép-Európa kifejezést, kerülendő a meghatározásából adódó vitákat, inkább a „másik Európa”, „az én Európám”, az „Europa Środka” vagy hasonló kifejezésekkel él. Másfelől neki az elsődleges célja az, hogy bemutassa a világnak azon részeit, amelyeket mások észre sem vesznek, sőt maguk az ott lakók sem értik, miért is érdeklődne irántuk bárki. Stasiuk az utazásai által kívánja megérteni a hely szellemét, a helyiek gondolkozásmódját, valamint közelebb kerülni hozzájuk és valamiféle kontaktust kialakítani velük. Nagyra értékeli, ha az emberek bepillantást engednek neki az ő világukba. Kerüli a turisták által kedvelt helyeket, ő nem a szokványos utazó.
Stasiuk továbbá elveti a híres elődei, Czesław Miłosz vagy Milan Kundera által képviselt Közép-Európa-eszmét. Stasiuk nem kívánja a térség európaiságát bizonygatni, sőt éppen azokat a pontokat keresi, amelyek a kontinens ismertebb felétől elválasztják azt. Az ő szereplői nem érzik magukat européernek. Stasiuk az igazi Közép-Európát, a régió valódi arcát, az ősi gyökereket keresi, melyek nem európaiak, melyeket hozott magával valahonnan.

### Falusi élet
Stasiuk leginkább az eldugott kis falvakban érzi magát otthon (maga is vidéken lakik), írásaiban is sokszor jelenik meg a vidéki élet. Közép-Európa szellemiségét szerinte a vidéken át lehet igazán megragadni, a városok hamis képet festenek róla. Egyrészt azért, mert ezek legtöbbje idegen (német) alapítású, másrészt mint mondja, „a nagyvárosok egyre jobban akarnak egymáshoz hasonlítani”, ami által elvész eredetiségük, s identitásuk nem nyomon követhető. „Az én Európám szíve Sokolów Podlaskiban és Husiban dobog. Egy icike-picikét sem Bécsben. [...] Sem Budapesten. Pláne Krakkóban. Mind a transzplantáció elvetélt kísérlete. Ráncfelvarrás, a tükrözése valaminek, ami valahol máshol van. Sokolów és Husi nem utánoz semmit. Saját elrendelésükben teljesednek be.”

### Irreális világ
Stasiuknál Közép-Európa „káosz”, olyan vidék, ahol „különösebb ok nélkül és az egészre nézve közömbös eredménnyel következik egyik dolog a másikból”. Közép-Európa a maga meghatározhatatlanságával feloldja mindazt, amit másutt biztosan definiálhatunk – az önazonosságot, az ok-okozat törvényét, az időrendiséget és általában mindenfajta rendet, amit Nyugat-Európában elviselhetetlennek talál Stasiuk.
A világ más tájain tett látogatások inspirálta útikönyvek egész máshogy születnek meg, mint Stasiuk művei: természetességgel töltődnek meg tartalommal. Nála azonban egyfajta erőlködés érezhető, ahogy igyekszik megragadni egy lényeg nélküli vidék lényegét. Minden érzékszervére szüksége van, hogy ez sikerüljön: a tájak váltakozása néha csak a levegő illatának vagy a hőmérsékletének változásával ismerhető fel. De az is gyakori, hogy a (mesterségesen meghúzott, sem az etnikai, sem a földrajzi határokkal nem egyező) határok átlépését csak a helységjelző táblák, a kiírások eltérő betűkészlete jelzi. Stasiuk szinte kényszeresen igyekszik feljegyezni azokat az apró kapaszkodókat, amelyek által valahogyan bizonyítható e régió létezése: a vonatjegyeket, a pénzérméket, a hőséget vagy a csípős hideget, a disznók bűzét vagy a homályba vesző élelmiszerüzletből áradó illatot.
Stasiuk utazásai során újra és újra visszatér ugyanazokra a helyekre, mint mondja, meggyőződni róla, hogy még mindig léteznek. A folytonos visszatérés oka, hogy ezek a helyek nem képesek nyomot hagyni az emlékezetben. Stasiuk attól fél, hogy ha ő nem rögzíti ezeket a helyeket és lakóit, úgy eltűnnek, hogy senki nem fog emlékezni rájuk. Kelet-Európa a Nyugat-Európát valóságossá tevő lényeg hiányában szenved. Európa a történelmével, a haladás nagy vívmányaival itt, ezen a vidéken önnön tagadásában végződik. „A lemondás a lényege ennek a vidéknek. A történelem, az események, a következmény, a gondolat, a terv sorra feloldódik a tájban [...]. Felülkerekedik az idő az emlékezeten. Semmit sem lehet biztosan megjegyezni, mivel nem az ok-okozat törvénye szerint alakulnak a cselekedetek.” Európának ez a része fikcionális voltával a kontinens pusztulását, az elkerülhetetlen véget, az apokalipszist jelenti.

### Kommunizmus
Stasiuk minden ideológiát távolságtartással kezel, inkább arra kíváncsi, hogy az átlagemberek életében miként vannak jelen. A kommunizmus gyakori szereplője írásainak, ugyanis mint azokból kiderül, az egykori szovjet blokk országai máig sem voltak képesek megszabadulni a régi rendszer maradványaitól. Írásaiban sok esetben szembeállítja egymással a kommunizmust és a kapitalizmust, de nem foglal állást egyik mellett sem. Szívesen emel be műveibe motívumokat a szocialista világból, de nála nem a rendszer egyértelmű elítélése vagy dicsőítése keresendő.
Egyfelől nála a kommunizmus egyszerűen a fiatalságot, a nosztalgiát jelenti, a gyerekkorba és a vadsága való visszatérés vágyát. A Hogyan lettem író című műben a korszakra úgy emlékszik vissza, mint a felelőtlen kamaszkorra, amikor az embernek nincs befolyása a saját életére, nincs döntési joga, ebből kifolyólag a felelősség sem őt terheli, s ez kellemes állapot. A totalitarizmus gyermekké tette a társadalmat, hiszen levette a válláról az önálló mérlegelés terhét. Meglehet, hogy azért is utazik oly szívesen falvakban Stasiuk városok helyett, mert ott továbbra is talál valamit ebből az életérzésből, ami gyermekkorát, a kommunizmus éveit átjárta. A városlakók már öntudatosak, saját szabadságuk rabjai, a falusiak azonban olyanok, mint a gyerekek vagy az állatok.
Másrészt, Közép-Európa a maga határozatlanságával még a másutt kemény diktatúraként megnyilvánuló kommunizmust is idővel langyos pocsolyává alakította, az itteni különös viszonyoknak megfelelően. 
„A kommunizmus közepén jártunk. Nem emlékszem, hogy valaki panaszkodott volna. A nép rosszabb vezetőket is ismert és még emlékezett az igazi rabságra. [...] A kínaiak nyomoráról olvastam, miközben száraz kolbászt rágcsáltam.”
Harmadrészt, felesleges szidni egy olyan rendszert, amelynek bukásával semmit nem javult az emberek sorsa. Stasiuk szerint a kapitalizmusra való átállás nem hozott felszabadulást, csupán eltérő életmódot. „Most van ugyan valamiféle szabadság, az emberek mégis rabszolgasorban élnek, jobban, mint valaha. Akkoriban teljességgel megfosztották őket a szabadságtól, ezáltal pedig mindenki azt csinálhatott, amit akart.”
Stasiuk nem ítéli el a vidék idős lakóit, akik lélekben még a szocializmusban élnek. Sőt, sokan azok közül, akikkel találkozik, továbbra is éltetik és dicsőítik egykori diktátoraik, tömeggyilkos politikai vezetőik emlékét. A rendszerváltással beköszöntő új rendet nem értik, számukra nem szabadságot, hanem fokozottabb kiszolgáltatottságot, kiszámíthatatlanságot jelent – az önálló választás lehetőségének nyomasztó súlyát. „sosem tanultak meg egyedül élni, nem tudtak választani, és elszoktak attól, hogy rosszul is lehet”. Reménykednek, hogy „a ruszki helyet felbukkan egy kicsit más, kicsit jobb ruszki”. „Éreztem, a szabadság, hogy ide-oda utazhatok, valójában semmit sem jelent és szart sem ér itt.”
Stasiuk a Taksimban megjegyzi, hogy a kommunizmus idején a tárgyak még az örökkévalóságnak készültek, elnyűhetetlenek voltak, ezzel szembeállítja a nyugatiak levetett holmijait illetve az Ázsiából importált olcsó, gyorsan tönkremenő árucikkeket, mint az új világrend termékeit. Ugyanez a probléma a Stasiuknál többször megjelenő, a kommunizmust visszasíró öregekkel, akik a Szovjetunió összeomlása után rájuk köszöntött nagy „szabadsággal“ nem tudnak mi kezdeni, nem érzik magukat biztonságban benne. „Mondta, hogy rossz, hogy Ceauşescu alatt jobb idők jártak, igazságosság volt, mert egyenlőség volt, volt munka meg rend az utcán. [...] Megkérdeztem, tudott-e a hírhedt áttelepítésekről, arról, hogy hétezer falut el akartak tüntetni, az embereknek meg panelházakba kellett volna költözniük. Persze, tudott, [...], de az igazságosságért és egyenlőségért semmi sem drága.“ 
Stasiuk, amint egy francia újságnak adott interjújában is megerősíti, szembehelyezkedik Milan Kundera azon álláspontjával, miszerint a kommunista uralom idején a keleti blokkhoz tartozó országok megszűntek Európához tartozni. A nyugatiak hipokrita magatartása, miszerint „a kommunizmus valahol máshol történt”, egyfajta tudatbéli vasfüggönyt emelt Európa két fele közé, és ez masszívabb a fizikai határoknál. „A kommunizmus tisztán európai valóság. Itt fogant meg és ma is itt van. Nyugaton az járja, hogy »nálatok volt a kommunizmus, nálunk pedig Európa«, de ez helytelen. [...] A kommunizmus éppúgy európai örökség, mint a reneszánsz, a barokk, a Loire-völgyi kastélyok és így tovább...” Azt is határozottan leszögezi, hogy Kelet-Európa minden történelmi múltjával és hozadékával együtt továbbra is Európa része és mindig is az marad. „A tiranai albánok éppúgy európaiak, mint Luxemburg lakosai...”

### Pusztulás
Írásainak alapvető jellemzője, hogy a helyek a folyamatos pusztulás állapotában vannak. Úgy tűnik, Közép-Európa sorsában meg van írva, hogy ha nem képes eldobni önmagát és meghódolni az idegen hatásoknak, akkor lassú pusztulásra van ítélve – ebben a pusztulásban találja meg a térség valós arcát, a természeteset Stasiuk. Úgy véli, az őrült tempójú fejlődés, amit a nagyhatalmak diktálnak, nem válik e régió hasznára, nem természetes jelenség, ellenben a pusztulás lassú folyamata az. 
Mint Stasiuk fogalmaz, ez "a lét alapvető alkotórésze. Pont a pusztulás az érdekes, mivel ilyenkor éppen az anyag csúszik ki a kezünkből, és válik tőlünk függetlenné. Valahogy az egész kultúránk nevetségessé és hisztérikussá vált attól, ahogy próbálja semmibe venni, elkerülni a szétesést. Ami persze sohasem sikerülhet.”

A romlás, széthullás folyamatát láthatjuk a szétszórt hulladékban, a szeméttelepeken, a bomló, rozsdás építményeken, melyeket Stasiuk írásaiban gyakran megjelenít.
A téma másik lengyel képviselője, Robert Makłowicz ellentétes irányból közelíti meg Közép-Európát, amikor műveiben ábrázolni kívánja azt, s Café Museum című írásában nem is állja meg, hogy meg ne említse írótársa különc vonzódását a taszító vidékekhez. „...rengeteg rozsdaette posztindusztriális maradvány, a semmibe futó csővezetékek, amelyek meggörbültek, elhalt szüleiket, a Kommunizmust és Autarkiát gyászolva, elevátor fantomok, a semmi közepén emelkedő panelházak közt árválkodó gyárkémények, egyszóval mindaz, ami úgy tetszik Andrzej Stasiuknak. [...] nem volt nehéz odaképzelnünk az írót, ahogy kilométereket gyalogol elhagyott csövek és gépek között, Ursus sört vagy bihari pálinkát kortyolva, és letüdőzi a szűrőtlen Bucegi aromás füstjét.” Mikor azt kérdezték Makłowicztól, hogy ha Közép-Európát egymástól ennyire eltérően rajzolhatja meg két író, akkor vajon melyik a valóság, ő így válaszolt. 
„Mindkettő. Stasiuk az eldobott, margóra szorult embereket keresi, a lepusztult tájakat, a Ceaușescu-őrület után ott maradt helyszíneket. Amellett Stasiukot egyáltalán nem érdeklik a városok, őt a falvak érdeklik, az elhagyatott, az ipari táj. De tényleg az az alapvető kérdés, mit keresünk. Budapesten is lehet szörnyű helyeket és csodálatos helyeket is találni, és egyikre vagy másikra koncentrálva bemutatni a várost.”

### Német-lengyel viszony
Mint egy interjújában kifejti, lengyelnek lenni sajátos, erős elszigeteltséget jelent, mégpedig az ország elhelyezkedésénél fogva: keletről az oroszok, nyugatról a németek zárják közre őket, és a lengyelekben egyfajta megszállottságot táplál ez a fenyegető szomszédság. „Én félek a németekről és az oroszoktól is; megvetem és csodálom őket. [...] Lengyelnek lenni azt jelenti, az utolsónak lenni a Rajnától keletre. A lengyelek számára a németek gondosan megalkotott gépek, robotok, míg az oroszokban van valami állatias."

Stasiuk szerint a lengyel lét, öntudat meghatározásában annyira erős szerepet játszik a két szomszédos nagyhatalom, hogy ezek nélkül „a lengyelek megszűnnének lengyelek lenni. Elkorhadnának, meghalnának, belehullanának a semmibe.”"
A Noc című, színpadra írt művét a különös német-lengyel viszony ihlette.
Stasiuk szerint a két nép képtelen megérteni egymást, s ennek fő oka jellemük különbözősége.
Hosszú ideje rengeteg lengyel vándorol ki Németországba, hogy jobb életfeltételeket találjon, és ez további tápja a két nép viszonyát rontó, kölcsönös sztereotípiáknak, negatív berögződéseknek. A Németországban munkát vállaló lengyelek adták Stasiuknak az ötletet a Dojczland megírásához. Az én Európámban is szentel néhány szót a közép-európai emigránsoknak, akik sokszor képtelenek beilleszkedni új hazájukba, ahová nagy reményekkel érkeztek – többnyire csak magányt és kiszolgáltatottságot találnak.

### Idő és természet
Stasiuk műveiben az idő és a természet önálló szereplőkként vannak jelen. Az általa kedvelt Európát intenzívebben uralja a természet, és az itteni emberek természetközelibb körülmények között élnek, mint ahogy ezt például Nyugat-Európában tapasztalhatjuk. Stasiuk pedig elviselhetetlennek találja Nyugat-Európában a civilizáció győzelmét a természet fölött; a kelet-európai tájban azonban pont az a szép, hogy nem tudták megrendszabályozni szeszélyeit; a természetes vadság nem szorult gátak közé, s ezáltal fellelhető benne egy ősi állapot. Azt is szépnek találja, ahogyan itt az emberkéz alkotásai lassan átadják magukat a pusztulásnak, a természetes folyamatoknak senki nem áll útjába.
„Az időjárás békésen és ellentmondást nem tűrve kormányozta itt a vidéket. Tulajdonképpen nem sok minden változott itt azóta, amikor se házak, se városok, se nevek nem voltak itt.“ Az időjárás itt „a legrégebbi vallás“, úgy uralkodik mindenütt, teljhatalma van.
A természet felülírja a társadalmi intézményeket is. „Állampolgárság és nemzetiség jelentéktelen fogalmak azok számára, akik a Kárpátokban élnek.” Valóban, e fogalmak olyan ingatagok e vidéken, hogy nem nyújtanak biztonságot, a természet viszont örök és állandó. A határok itt csupán a képzelet szeszélyének találmányai, mesterséges képződmények, de a tér, a földrajz megfosztja őket létjogosultságuktól.
Stasiuk Prágától és Budapesttől keletre és délre valamiféle terra incognitát talál. Szlovákia, Moldávia, Ukrajna és Fehéroroszország feloldódnak a régi birodalom kiszáradt tengerében, és Szófiának, Bukarestnek, Belgrádnak, Varsónak és Pozsonynak nyoma veszett: az ősi, formátlan tér elnyelte őket. 
Stasiuk szerint csak a természet képes örök értéket létrehozni, és az emberi civilizáció folyamatosan ezen értékek ellen küzd. „A földrajzot [ti. a történelemmel ellentétben] mintegy kinyilatkoztatásként kaptuk, és egyike volt azon kevés dolognak, amelyeket nem sikerült elcsesznünk. A politikai vagy gazdasági földrajz csak fattyú. [...] Olyanok, mint az árnyék a koszos ablaküvegen, és nagyjából annyi ideig is élnek.”
Stasiuk műveiben a természet hatalma egészen váratlan pillanatokban és meglepő formában is megmutatkozik, a Taksimban például felbőszült vaddisznókoca ront rá az ázsiai bevándorlókra egy magyarországi kis faluban; a disznótámadás később Romániában is megismétlődik.
Stasiuk szereplői is kicsit az állatokra hasonlítanak, ahogy csökönyösen ellenállnak a modern világ diktálta tempónak. „...szeretem ezt a balkáni kuplerájt, a magyart, a szlovákot, a lengyelt, az anyag e csodás nehézkedését, ezt a szép álmosságot, a szarást a tényekre, a nyugodt, konzekvens részegséget pontban délben és a ködös tekinteteket, amelyek különösebb gond nélkül átsiklanak a valóságon és félelem nélkül nyílnak ki a semmire”.
Az általa szemlélt emberekben van valami állatias közöny, ami által nem sokkal jobban érdeklődnek a nagyvilág dolgai felől, mint a falusi úton keresztben átvonuló tehenek. Nemigen foglalkoznak aktuálpolitikai kérdésekkel, miután sem befolyásuk, sem kellő rálátásuk nincs ezekre. De különösen a cigányok képviselik ezt a rendületlen, makacs ellenállást mindennek, ami civilizáció, fejlődés, rendszabályozás, ezzel az ősállapotokból magukkal hozva valamit az örökösen idegen társadalmakba. Ezen kívül Stasiuk megemlíti a helyiek állattartási kényszerét is, valamint azt, hogy szeretnek csordában élni, mint a birkák, mert egyedül nem érzik magukat biztonságban, habár külső szemlélő erre semmi okot nem lát.
Stasiuknál kiemelt szerepet kap az idő is. A Galíciai történetek hősei olyan eldugott falvakban élnek, ahol az idő teljes súlyával uralkodik. A szereplők sajátos módon élik meg az idő múlását; egyfelől, életük folyamatos küzdelem vele, másfelől életük ritmusát inkább a természet, mint egy mesterséges szerkezet szabja meg – ezzel is hangsúlyozza Stasiuk, hogy ezek az emberek közelebb élnek a természethez, intenzívebben a részesei, a kiszolgáltatottjai annak, mint azt gondolnánk egy európairól. Bár Janek csuklóján nehéz szovjet óra ékeskedik, ő mégis inkább „a napóra járása szerint él”. Itt sosem tudjuk biztosan, hogy milyen nap van, „talán hétfő, talán csütörtök”, sem azt, hogy ki mikor született – „akkortájt, mikor jött a front”.
Kelet és nyugat határvidékén élni azt jelenti, nem alkalmazkodni sem keleti, sem nyugati naptárhoz: „...bizonytalan a dátum. Nem jegyezték föl sehol, mintha az itteni kétféle időszámítás, a Gergely-és a Julianus-naptár kioltaná egymást, és a jelző nélküli Időben helyeznék el az eseményeket.”
Megint sajátosan írja le a kommunista időket Stasiuk. A kommunizmusban az idő teljességgel lelassult, sőt talán meg is állt, az évek eseménytelenül teltek az össznépi passzivitásban és cselekvőképtelenségben. Az idő folyásának hiánya pedig nemtörődömséget plántált az emberekbe.
Stasiuknál a Kelet-Európában tett utazás egyfajta dacolás a kronológiával; az események feloldódnak a jelenben, az anakronizmus pedig jelentését veszti. Örök alkony uralkodik itt; jövő nincs, csak múlt, mert a holnap megtorpan valahol máshol.

## Művei
| Eredeti cím                                                                         | Magyar cím                                              | A megjelenés éve | Fordította     |
| ----------------------------------------------------------------------------------- | ------------------------------------------------------- | ---------------- | -------------- |
| Mury Hebronu                                                                        | (Hebron falai)                                          | 1992             | -              |
| Wiersze miłosne i nie                                                               | (Szerelmes és nem szerelmes versek)                     | 1994             | -              |
| Biały kruk                                                                          | Fehér holló                                             | 1995             | Körner Gábor   |
| Opowieści galicyjskie                                                               | Galíciai történetek                                     | 1995             | Mihályi Zsuzsa |
| Przez rzekę                                                                         | Át a folyón és más elbeszélések                         | 1996             | Körner Gábor   |
| Dukla                                                                               | Dukla                                                   | 1997             | Körner Gábor   |
| Dwie sztuki (telewizyjne) o śmierci                                                 | (Két tévés darab a halálról)                            | 1998             | -              |
| Jak zostałem pisarzem (próba autobiografii intelektualnej)                          | Hogyan lettem író: kísérlet szellemi önéletírásra       | 1998             | Pálfalvi Lajos |
| Dziewięć                                                                            | Kilenc                                                  | 1999             | Körner Gábor   |
| Moja Europa : dwa eseje o Europie zwanej Środkową (Jurij Andruhovics társszerzővel) | Az én Európám. Két esszé az úgynevezett Közép-Európáról | 2000             | Körner Gábor   |
| Tekturowy samolot                                                                   | (Karton repülő)                                         | 2000             | -              |
| Opowieści wigilijne (Olga Tokarczuk és Jerzy Pilch társszerzőkkel)                  | (Karácsonyi elbeszélések)                               | 2000             | -              |
| Jadąc do Babadag                                                                    | Útban Babadagba                                         | 2004             | Körner Gábor   |
| Noc. Słowiańsko-germańska tragifarsa medyczna                                       | (Éjszaka. Szláv-germán orvosi tragikomédia)             | 2005             | -              |
| Fado                                                                                | -                                                       | 2006             | -              |
| Ciemny las                                                                          | (Sötét erdő)                                            | 2007             | -              |
| Dojczland                                                                           | -                                                       | 2007             | -              |
| Czekając na Turka                                                                   | (Turekra várva)                                         | 2009             | -              |
| Taksim                                                                              | Taksim                                                  | 2009             | Körner Gábor   |
| Dziennik pisany później                                                             | (Később írt napló)                                      | 2010             | -              |
| Grochów                                                                             | Grochów                                                 | 2012             | Körner Gábor   |
| Nie ma ekspresów przy żółtych drogach                                               | -                                                       | 2013             | -              |

## Magyarul
- Galíciai történetek; ford. Mihályi Zsuzsa; JAK, Bp., 2001 (JAK világirodalmi sorozat)
- Hogyan lettem író. Kísérlet szellemi önéletírásra; ford. Pálfalvi Lajos; Mágus Design Stúdió, Bp., 2003 (Tempera)
- Fehér holló; ford. Körner Gábor; Európa, Bp., 2003
- Jurij Andruhovics–Andrzej Stasiuk: Az én Európám. Két esszé az úgynevezett Közép-Európáról; ford. Körner Gábor; JAK–Kijárat, Bp., 2004 (JAK világirodalmi sorozat)
- Dukla; ford. Körner Gábor; Magvető, Bp., 2004
- Útban Babadagba; ford. Körner Gábor; Magvető, Bp., 2006
- Kilenc; ford. Körner Gábor; Magvető, Bp., 2009
- Taksim; ford. Körner Gábor; Magvető, Bp., 2011
- Át a folyón és más elbeszélések; ford. Körner Gábor; Magvető, Bp., 2013

## A filmvásznon
Stasiuk népszerűségét mutatja, hogy két művét meg is filmesítették: az 1995-ös Gnoje című film a Fehér holló alapján készült, míg a Wino truskawkowe ("Eperbor") (2008-ban) a Galíciai történetek elbeszélésein alapszik. Előbbiben még filmszerepet is vállalt.